# Samkowy Żleb
Samkowy Żleb – depresja opadająca z Samkowego Siodła w południowo-wschodnim grzbiecie Łysanek do Doliny Strążyskiej w polskich Tatrach Zachodnich. Jej północne ograniczenie tworzą stoki Samkowej Czuby, południowe lesisty grzbiet opadający z grzbietu między Samkowym Siodłem a Samkowym Zwornikiem, w dolnej części zakończony turniami zwanymi Kominami Strążyskimi. Depresja jest płytka, ma wylot tuż po północnej stronie Kominów Strążyskich. Jej dno jest częściowo skaliste tylko w dolnej części. Zimą tworzą się na nim mało strome lodospady.
Nazwa pochodzi od Samkowej Czuby, źródłem zaś tej nazwy jest podhalańskie nazwisko lub przezwisko Samek.